# مایک دانلیوی جونیور
مایک دانلیوی جونیور (انگلیسی: Mike Dunleavy Jr.؛ زادهٔ ۱۵ سپتامبر ۱۹۸۰) بازیکن بسکتبال اهل ایالات متحده آمریکا است.
از باشگاه‌هایی که در آن بازی کرده‌است می‌توان به ایندیانا پیسرز، شیکاگو بولز، گلدن استیت واریرز، میلواکی باکس، کلیولند کاوالیرز، بسکتبال مردان دوک بلو دولز، و آتلانتا هاوکس اشاره کرد.